# 25. српска бригада НОВЈ
Двадесет пета српска бригада НОВЈ формирана је 6. септембра 1944. године код села Стрелца (лужничка област) од Пиротског партизанског одреда као Прва пиротска бригада (до 3. октобра). На дан формирања имала је четири батаљона са око 900 бораца. До 20. септембра 1944. била је под командом Главног штаба Србије, а потом у саставу 46. дивизије. У садејству са 27. српском бригадом у тешким борбама од 6. до 11. октобра против једног ојачаног батаљона немачке 11. дивизије бригада је ослободила Врање, чиме су Немци изгубили правац долином Јужне Мораве за упућивање појачања 7. СС дивизији „Принц Еуген“ у рејон Ниша. С јединицама бугарске 2. коњичке дивизије ослободила је Гњилане 16. новембра, а са јединицама бугарске 12. пешадијске и 2. коњичке дивизије у борбама против немачке борбене групе „Лангер“ ослободила је Приштину 19. новембра. Од јануара до марта 1945. године, учествовала је у уништењу остатака балистичких и осталих квислиншких албанских снага на Косову и Метохији.